# IC 4796
IC 4796 est une galaxie lenticulaire barrée et située dans la constellation du Télescope. Sa vitesse par rapport au fond diffus cosmologique est de 3 050 ± 18 km/s, ce qui correspond à une distance de Hubble de 45,0 ± 3,2 Mpc (∼147 millions d'al). Cette galaxie a été découverte par l'astronome américain Royal Harwood Frost en 1903.
À ce jour, une mesure non basée sur le décalage vers le rouge (redshift) donne une distance d'environ 35,700 Mpc (∼116 millions d'al). Cette valeur est à l'extérieur des valeurs de la distance de Hubble. Notons que c'est avec la valeur moyenne des mesures indépendantes, lorsqu'elles existent, que la base de données NASA/IPAC calcule le diamètre d'une galaxie et qu'en conséquence le diamètre de IC 4796 pourrait être d'environ 29,8 kpc (∼97 200 al) si on utilisait la distance de Hubble pour le calculer.

## Groupe de d'IC 4797
Selon A. M. Garcia IC 4796 fait partie du groupe d'IC 4797. Ce groupe de galaxies renferme au moins cinq membres. Les quatre autres galaxies du groupe sont NGC 6707, NGC 6708, IC 4797 et ESO 183-30.